# صبري جاب الله
صبري جاب الله (مواليد 28 يونيو 1973 في تونس) هو لاعب كرة قدم تونسي سابق كان يلعب كمدافع. اعتزل اللعب عام 2005 مع النجم الأولمبي لحلق الوادي والكرم. سبق له أن لعب في كأس العالم لكرة القدم مع منتخب بلاده. بدأ مسيرته الرياضية عام 1995 مع المستقبل الرياضي بالمرسى.

## روابط خارجية
- صبري جاب الله على موقع الاتحاد الدولي (مؤرشف)  (الإنجليزية)
- صبري جاب الله على موقع قاعدة بيانات كرة القدم.إي يو (الإنجليزية)
- صبري جاب الله على موقع ناشيونال فوتبول تيمز (الإنجليزية)
- صبري جاب الله على موقع Soccerway.com (الإنجليزية)
- صبري جاب الله على موقع عالم كرة القدم.نت (الإنجليزية)
- صبري جاب الله على موقع أوليمبيديا (الإنجليزية)